# Hacilar
Hacilar (tyrkisk: Hacılar) er en stenalder-bosættelse i hvad der nu er det vestlige Tyrkiet.
Stedet blev udgravet omkring 1960 under ledelse af den britiske arkæolog James Mellaart, der også ledede udgravningerne ved det mere berømte Çatalhöyük.
Stedet har været beboet omkring 8000 år f.Kr. og omkring 6000 år f.Kr.